# Деіонізована вода
Деіонізо́вана вода — вода, що не містить іонів-домішок і фактично є дуже добре очищеною водою. Чистота такої води дорівнює 99,99999991 %, а питомий опір становить 18 МОм·см. .
Деіонізацію здійснюють за допомогою іонообмінних смол, катіонітних R-H та аніонітних R-OH (R — органічний радикал). Також можлива попередня очистка за допомогою процесу зворотного осмосу.